# Round & Round
A Round & Round egy dal a Selena Gomez & the Scene elnevezésű amerikai együttestől. Kevin Rudolf a szám producere és szerzője volt egyben, közreműködött még Andrew Bolooki, Jeff Halavacs, Jacob Kasher és Fefe Dobson is. 2010. június 22-én jelent meg a felvétel, az A Year Without Rain című album első kislemezeként. A felvétel dance-pop, rock és diszkó elemekre épül. A kritikusok pozitívan fogadták, hiszen pozitív csalódást okozott nekik a dal. A Round & Round mérsékelt sikereket ért el több országban, így Kanadában, Németországban és az Egyesült Királyságban is. Gomez együttesével számtalan alkalommal adta elő a dalt.

## Kereskedelmi fogadtatás
Miután 15. helyen debütált a Hot Digital Songs listán, a dalnak sikerült elfoglalnia a Billboard Hot 100 24. helyét, ezzel az együttes második top 30-as kislemeze került kiadásra az Egyesült Államokban. Megjelent a szám a Hot Dance Club Play és Pop Songs listákon is, második és harmincnegyedik hellyel. Ezeken a listákon nem sikerült viszont felülmúlni a Naturally sikereit, mely első és tizenkettedik lett az előbbi listákon. A nemzetközi piacon mérsékelt eredményeket tudhat magáénak: 51. lett a Canadian Hot 100-on, 47. a brit kislemezlistán (itt három hetet töltött). Top 60-as lett Ausztriában, Németországban, de megjelent a belga (Flandria) és szlovák kislemezlistán is.

## Videóklip
A dalhoz tartozó kisfilmet Phillip Andelman rendezte 2010 májusában Budapesten, mivel Selena a Monte Carlo-t forgatta a fővárosban. Gomez két előzetest tett közzé a dalból Twitter-en még 2010. június 20-án, a klip premierje előtt. Ezen a napon először a Disney Channel mutatta be, majd VEVO-ra is felkerült. Gomez a videóban titkosügynököt alakít, aki a város több pontját bejárja, továbbá üldözésbe keveredik, Nadine Cheung így vélekedett: „Szeretjük a videó cselekményét, és azt, hogy ez keverve van olyan jelenetekkel, melyekben Gomez és a the Scene épp énekelte a dalt. Persze a 17 éves sztár csodálatos ruhákban jelent meg, nem számít, hogy a színpadon énekel vagy épp egy álcázott ügynök követi.”

## Élő előadások és promóció
A dalt az America’s Got Talent műsorban 2010. július 14-én adta elő az együttes. 2010. szeptember 23-án ugyanebben a műsorban ismét előadták a dalt, viszont az A Year Without Rain-nel együtt. Az Egyesült Királyságban a Daybreak című műsorban jelent meg Selena 2010. szeptember 27-én, majd másnap a Blue Peter-ben. Az MTV The Seven című műsorában október 1-jén adta elő a számot.

## Számlista és formátumok
| Amerikai digitális letöltés 1. Round & Round – 3:05 Round & Round (Dave Audé Remix) – kislemez 1. Round & Round (Dave Audé Remix) – 3:32 Ausztrál / Brit Remixes EP 1. Round & Round (Wideboys Club Mix) – 5:56 2. Round & Round (Fascination Club Mix) – 6:11 3. Round & Round (7th Heaven Club Mix) – 6:08 4. Round & Round (Dave Audé Club Remix) – 6:23 | Ausztrál digitális kislemez 1. Round & Round – 3:05 2. Naturally (Ralphi Rosario Remix) – 3:39 Brit kislemez 1. Round & Round – 3:05 2. Naturally (Ralphi Rosario Remix) – 3:39 Brit Promo CD kislemez 1. Round & Round – 3:05 2. Round & Round [Instrumental] – 3:05 Amerikai kislemez 1. Round & Round - 3:05 2. Round & Round (Dave Audé Remix) - 3:32 3. Call Out Hook |

## Slágerlistás helyezések
| Kislemezlista (2010)                         | Legjobb helyezés |
| -------------------------------------------- | ---------------- |
| Ausztria (Ö3 Austria Top 40)                 | 62               |
| Belgium (Ultratip Flanders)                  | 19               |
| Kanada (Canadian Hot 100)                    | 51               |
| Németország (Media Control AG)               | 52               |
| Szlovákia (IFPI)                             | 39               |
| Brit kislemezlista (Official Charts Company) | 47               |
| Billboard Hot 100                            | 24               |
| Hot Dance Club Songs                         | 2                |
| Pop Songs                                    | 34               |

## Megjelenések
| Ország             | Dátum                | Formátum                        |
| ------------------ | -------------------- | ------------------------------- |
| Egyesült Államok   | 2010. június 22.     | Digitális letöltés              |
| Egyesült Államok   | 2010. június 29.     | Mainstream/Top 40 rádió         |
| Ausztrália         | 2010. szeptember 3.  | Digitális letöltés, remixek     |
| Egyesült Államok   | 2010. szeptember 14. | Dave Audé Remix Radio Edit      |
| Egyesült Királyság | 2010. szeptember 23. | Remixek                         |
| Németország        | 2010. szeptember 24. | CD kislemez                     |
| Egyesült Királyság | 2010. szeptember 27. | CD kislemez, digitális letöltés |

## Fordítás
Ez a szócikk részben vagy egészben  a   Round & Round (Selena Gomez & the Scene song) című angol Wikipédia-szócikk fordításán alapul.  Az eredeti cikk szerkesztőit annak laptörténete sorolja fel. Ez a jelzés csupán a megfogalmazás eredetét és a szerzői jogokat jelzi, nem szolgál a cikkben szereplő információk forrásmegjelöléseként.